# Albert Wiktorowitsch Leschtschow
Albert Wiktorowitsch Leschtschow (russisch Альберт Викторович Лещёв; * 27. September 1971 in Ischewsk, Russische SFSR) ist ein ehemaliger russischer Eishockeyspieler, der in seiner aktiven Zeit von 1991 bis 2010 unter anderem für Atlant Mytischtschi, den SKA Sankt Petersburg und den HK ZSKA Moskau in der Kontinentalen Hockey-Liga gespielt hat. Seit seinem Karriereende arbeitet Leschtschow als Eishockeytrainer. 

## Karriere
Albert Leschtschow begann seine Karriere als Eishockeyspieler beim HK ZSKA Moskau, für dessen Profimannschaft er in der Saison 1991/92 sein Debüt in der Wysschaja Liga, der höchsten sowjetischen Spielklasse, gab. Nach Auflösung der Sowjetunion, spielte der Center vier Jahre lang für den HK ZSKA Moskau in der Internationalen Hockey-Liga sowie weitere sieben Jahre in der russischen Superliga. Zudem trat er in der Saison 1993/94 mit den Russian Penguins als Gastmannschaft in der nordamerikanischen Profiliga International Hockey League an und erzielte dabei in zwölf Spielen zwei Tore und drei Vorlagen. Von 2003 bis 2005 spielte der Linksschütze für Chimik Woskressensk in der Superliga sowie anschließend drei Jahre lang für deren Nachfolgeteam Chimik Moskowskaja Oblast. Die Mannschaft änderte anlässlich der Aufnahme in die neu gegründete Kontinentale Hockey-Liga zur Saison 2008/09 ihren Namen in Atlant Mytischtschi. Zuletzt spielte der ehemalige russische Nationalspieler in der Saison 2009/10 in der KHL für den SKA Sankt Petersburg und seinen Ex-Verein HK ZSKA Moskau, ehe er im Alter von 38 Jahren seine Karriere beendete.
Ab 2011 agierte Leschtschow als Nachwuchstrainer bei Krasnaja Armija Moskau. 2015 übernahm er Traineraufgaben beim Farmteam vom ZSKA, Swesda-WDW Dmitrow.
Zuletzt war er in der Saison 2017/18 Assistenztrainer des HK ZSKA Moskau.

### International
Für Russland nahm Leschtschow 2007 an der Euro Hockey Tour teil. In acht Spielen bereitete er dabei vier Tore vor.